# Selatosomus
Diacanthus
Genre
Synonymes
- Diacanthus Latreille 1834

Selatosomus est un genre de coléoptères de la famille des élatéridés décrit par James Francis Stephens en 1830. Son espèce la plus connue est Selatosomus aeneus.
Son nom provient du grec σέλατος brillant et de σώμα corps.

## Synonyme
Ce genre a un synonyme Diacanthus Latreille 1834, alors que l'espèce Diacanthus sutor est désormais attribué/classé dans le genre Ctenicera.

## Sous-genres
- Selatosomus (Hadromorphus) Motschulsky, 1859
- Selatosomus (Pristilophus) Latreille, 1834
- Selatosomus (Selatapteria) Tarnawski, 1995
- Selatosomus (Selatosomus) Stephens, 1830
- Selatosomus (Warchalowskia) Tarnawski, 1995

## Liste des espèces
- Selatosomus acceptus (Gurjeva, 1989)
- Selatosomus acceptus Gurjeva, 1989
- Selatosomus aeneomicans (Fairmaire, 1889)
- Selatosomus aeneus (Linnaeus, 1758)
- Selatosomus aeripennis (Kirby, 1837)
- Selatosomus albipubens Reitter, 1910
- Selatosomus alekseevi Dolin & Penev, 1988
- Selatosomus alpinus (Vats & Chauhan, 1992)
- Selatosomus ampliatus (Fairmaire, 1891)
- Selatosomus amplicollis (Germar, 1843)
- Selatosomus ampliformis Reitter, 1910
- Selatosomus appropinquans (Randall, 1838)
- Selatosomus armeniacus Dolin, 1982
- Selatosomus atratus (Ballion, 1878)
- Selatosomus barlaensis Mertlik, 2000
- Selatosomus beysehiricus Mertlik, 2000
- Selatosomus blanditus (Brown, 1936)
- Selatosomus carbo (LeConte, 1853)
- Selatosomus castanicolor (Fall, 1934)
- Selatosomus caucasicus (Ménétriés, 1832)
- Selatosomus centralis (Candèze, 1882)
- Selatosomus confluens (Gebler, 1830)
- Selatosomus coreanus (Miwa, 1928)
- Selatosomus cruciatus (Linnaeus, 1758)
- Selatosomus darlingtoni (Brown, 1935)
- Selatosomus deceptor (Brown, 1936)
- Selatosomus denisovae Gurjeva, 1978
- Selatosomus destructor (Brown, 1935)
- Selatosomus edwardsi (Horn, 1871)
- Selatosomus festivus (LeConte, 1857)
- Selatosomus funereus (Brown, 1936)
- Selatosomus gloriosus (Kishii, 1955)
- Selatosomus graecus Tarnawski, 1995
- Selatosomus informis (Kraatz, 1879)
- Selatosomus jailensis Dolin, 1971
- Selatosomus jakobsoni Stepanov, 1930
- Selatosomus karabachensis Dolin, 1982
- Selatosomus lateralis (LeConte, 1853)
- Selatosomus latissimus Reitter, 1910
- Selatosomus latus (Fabricius, 1801)
- Selatosomus lemniscatus Denisova, 1948
- Selatosomus logvinenkoae Dolin, 1982
- Selatosomus luanus Kishii & Jiang, 1999
- Selatosomus maculipennis Schwarz, 1902
- Selatosomus melancholicus (Fabricius, 1798)
- Selatosomus messerobius Dolin, 1971
- Selatosomus messorobius Dolin, 1971
- Selatosomus mirificus Gurjeva, 1972
- Selatosomus mirus Gurjeva, 1972
- Selatosomus miyajimanus (Ôhira, 1971)
- Selatosomus montanus (Brown, 1935)
- Selatosomus morulus (LeConte, 1863)
- Selatosomus nanus Gurjeva, 1975
- Selatosomus onerosus (Lewis, 1894)
- Selatosomus pacatus (Lewis, 1894)
- Selatosomus pecirkanus Reitter, 1910
- Selatosomus persimilis Dolin, 1982
- Selatosomus pruininus (Horn, 1871)
- Selatosomus puberulus (Candèze, 1879)
- Selatosomus puerilis (Candèze, 1873)
- Selatosomus pulcher (LeConte, 1853)
- Selatosomus punctatissimus (Ménétriés, 1851)
- Selatosomus puncticollis Motschulsky, 1866
- Selatosomus punctipennis Reitter, 1910
- Selatosomus roborowskyi (Koenig, 1889)
- Selatosomus saginatus (Ménétriés, 1832)
- Selatosomus salebrosus (Gurjeva, 1989)
- Selatosomus sameki Mertlik, 2000
- Selatosomus semimetallicus (Walker, 1866)
- Selatosomus semivittatus (Say, 1823)
- Selatosomus sexguttatus (Brown, 1936)
- Selatosomus sexualis (Brown, 1935)
- Selatosomus songoricus (Kraatz, 1879)
- Selatosomus splendens (Ziegler, 1844)
- Selatosomus suckleyi (LeConte, 1857)
- Selatosomus tauricus Dolin, 1975
- Selatosomus theresae Tarnawski, 1995
- Selatosomus trivittatus (LeConte, 1853)
- Selatosomus turkestanicus Tarnawski, 1995
- Selatosomus victor Gurjeva, 1982
- Selatosomus whitii (Candèze, 1863)

### Espèces fossiles
Selon Paleobiology Database en 2022, une seule espèce fossile est connue : †Selatosomus miegi Théobald 1937,.

## Biologie
« le genre Selatosomus vit sur les vieux pins et sous les pierres. Les larves vivent dans le bois en décomposition.. »

## Galerie

Quelques espèces vivantes du genre Selatosomus.
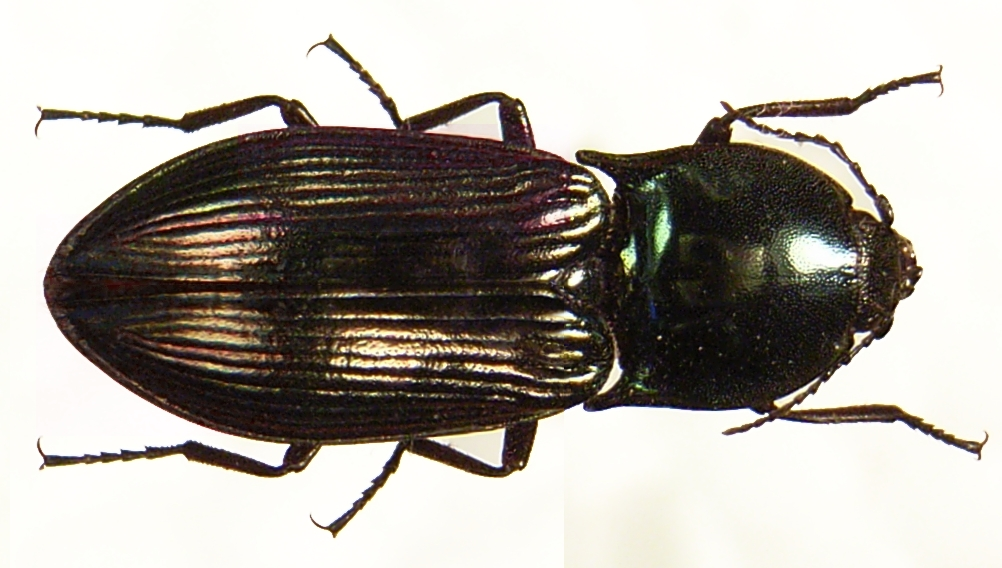
Selatosomus aeneus.
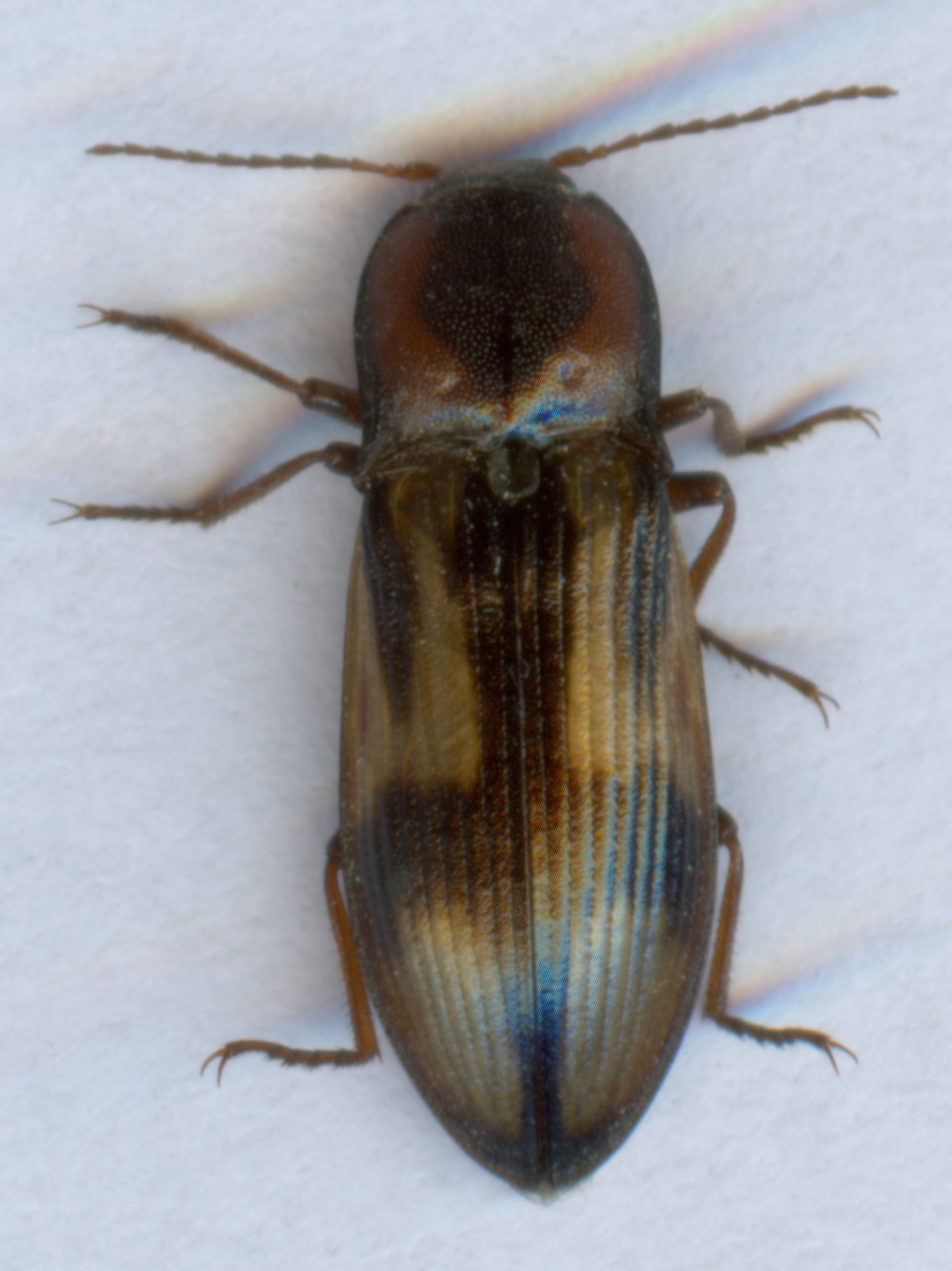
Selatosomus cruciatus.
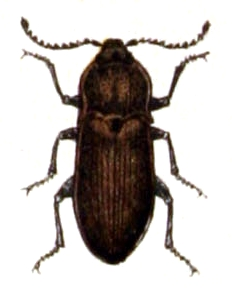
Selatosomus gravidus.
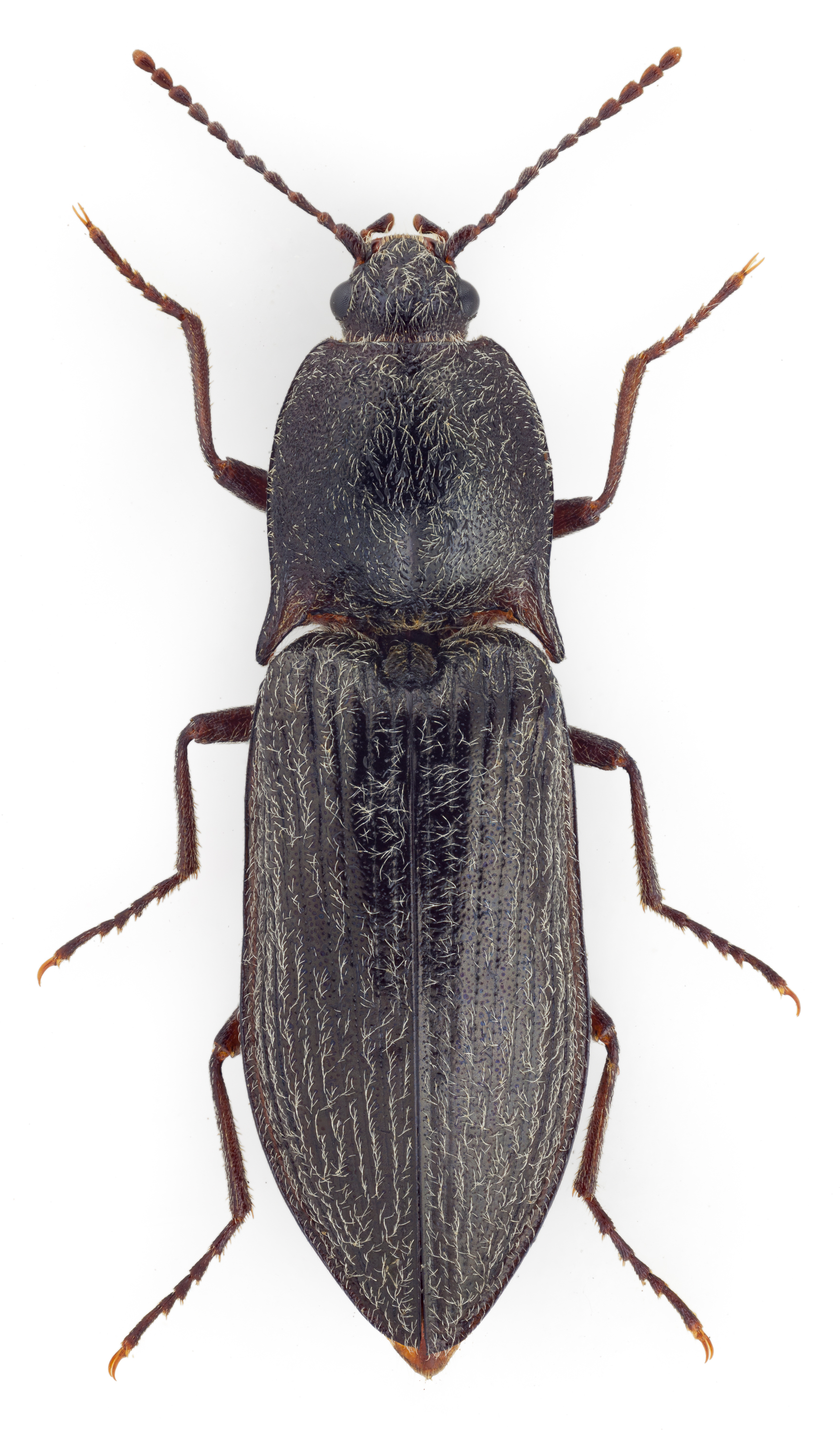
Selatosomus impressus.
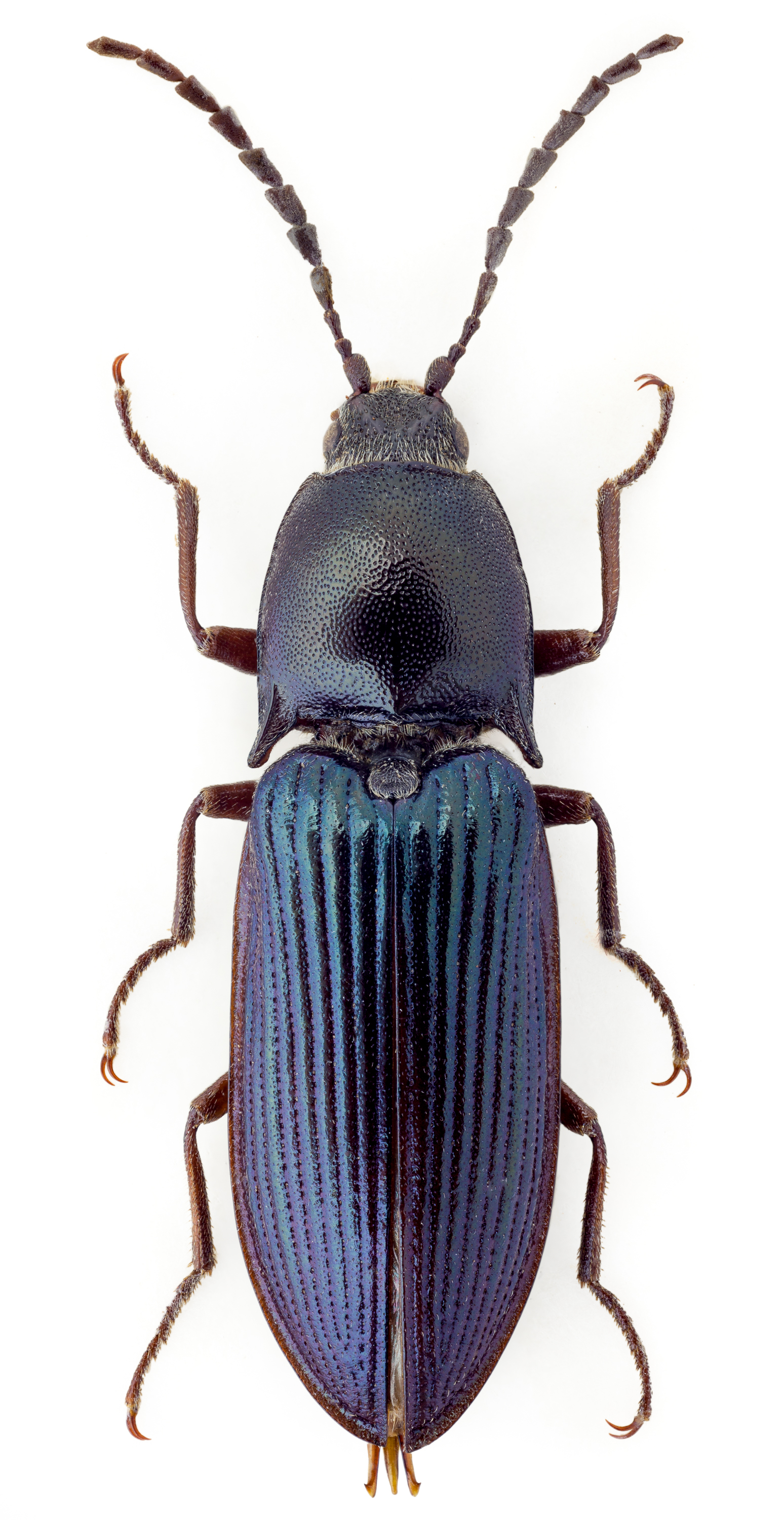
Selatosomus melancholicus.
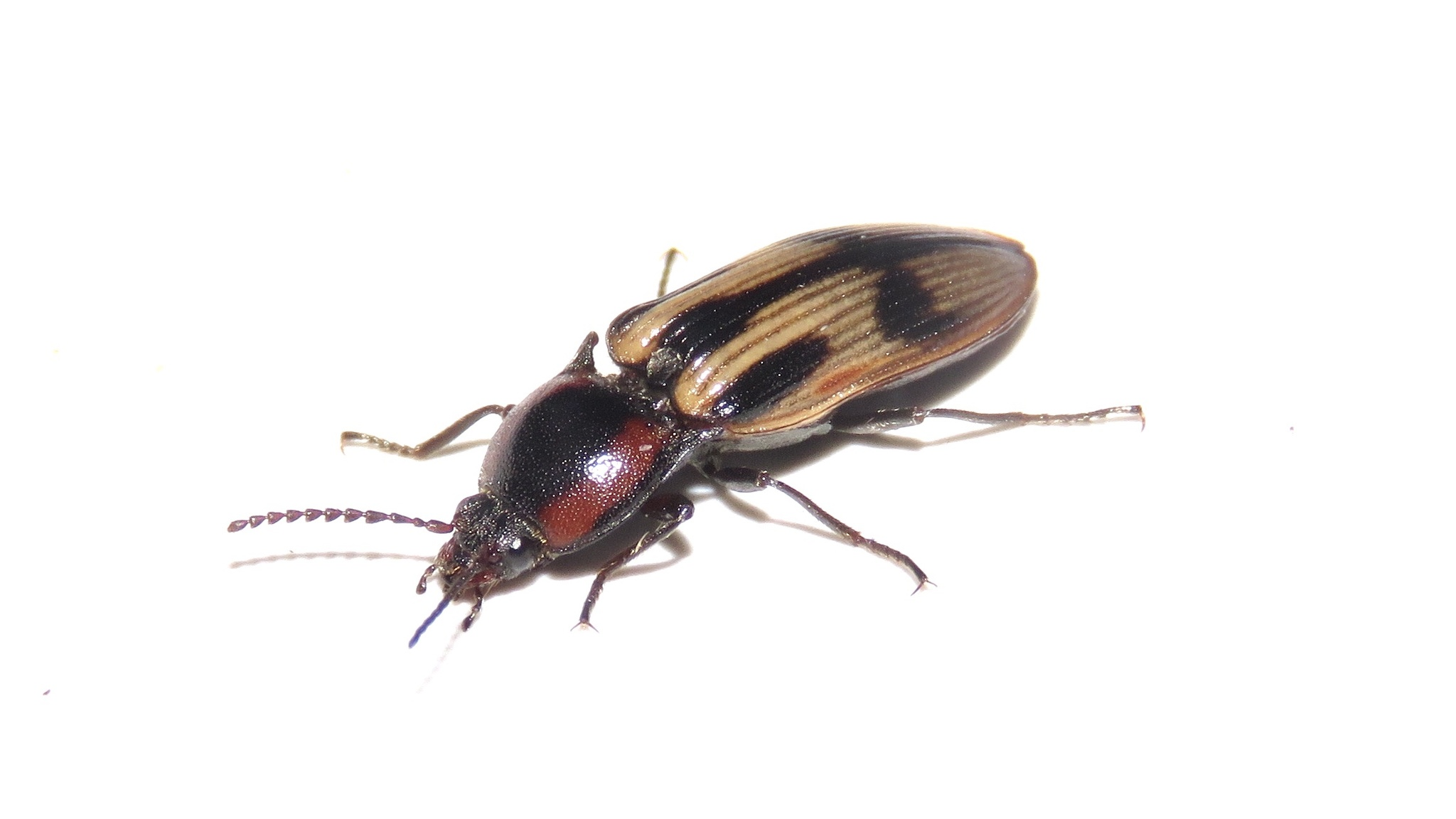
Selatosomus pulcher.
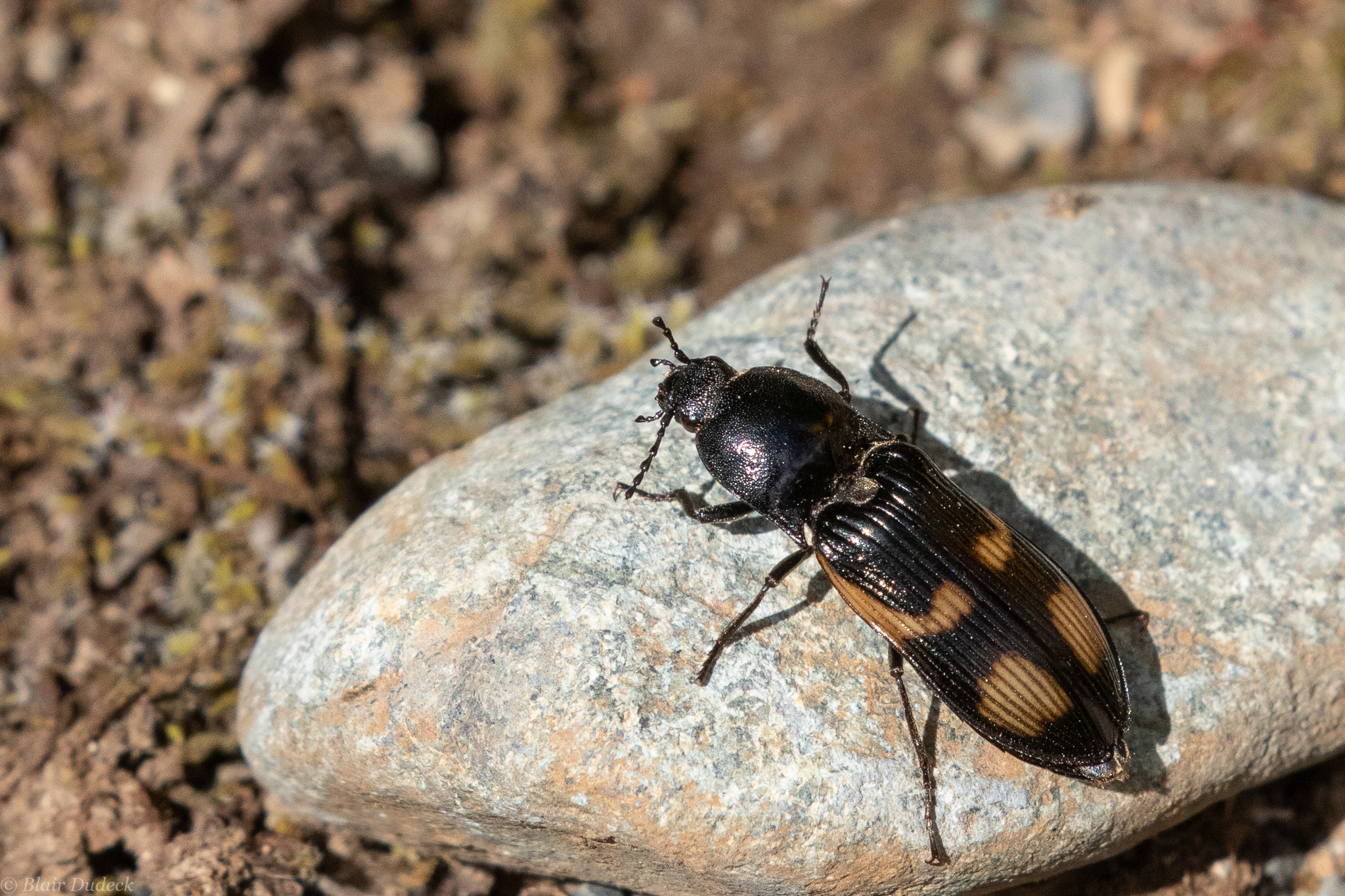
Selatosomus suckleyi.

### Ouvrages
- Nicolas Théobald, Les insectes fossiles des terrains oligocènes de France, Université de Nancy, 1937, 473 p. (OCLC 786027547).